# Taiye Selasi

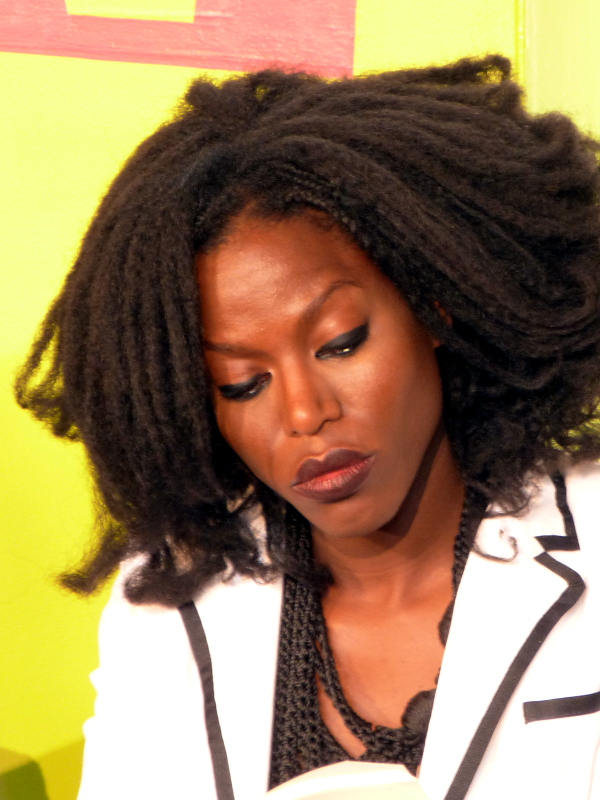
Selasie in 2013

Taiye Selasi (1979) is een Brits-Amerikaanse schrijfster van Ghanese en Nigeriaanse oorsprong.

## Biografie
Selasi werd geboren als oudste van een tweeling in Londen uit een artsenechtpaar, maar groeide op in Massachusetts in de Verenigde Staten. In het Yoruba betekent haar naam 'eerstgeborene van de tweeling'. Haar zus is net als haar ouders een dokter en tevens als Ghanese atlete commissielid van de Paralympische Spelen. Selasi's vader, een chirurg, heeft veel dichtbundels gepubliceerd en wordt geroemd als vooraanstaand intellectueel van Ghana. Selasi's moeder is kinderarts en daarnaast maakt ze zich sterk voor kinderrechten. Door een vroege scheiding heeft de moeder de opvoeding van de tweeling verzorgd. Ze ontmoette haar biologische vader op 12-jarige leeftijd.
Selasi is summa cum laude en Phi Beta Kappa afgestudeerd aan Yale (Amerikaanse studies) en heeft een graad in internationale relaties van de Universiteit van Oxford. Ze is getrouwd met de in Nederland geboren cameraman David Claessen.

## Werk
In 2005 leverde Selasi een bijdrage aan LIP Magazine met een artikel over afropolitisch bewustzijn. Een jaar later breidde ze het artikel uit tot een essay. Dit essay werd vervolgens bewerkt voor toneel. In 2006 daagde Pulitzer- en Nobelprijswinnaar Toni Morrison Selasi uit tot het schrijven van een verhaal. Dit mondde uit in Sex lives of African Girls. In 2012 werd dit opgenomen in een verzameling van Amerikaanse korte verhalen. In 2013 werd Ghana ga weg gepubliceerd. Dit boek was zo succesvol dat het in 22 landen werd uitgegeven. 
Naast het schrijven van essays geeft Selasi ook literaire werkcolleges. Ze is producent van enkele documentaires met als thema globale migratie. In die hoedanigheid is ze ook spreekster, waar ze onder meer een TED talk gaf met als onderwerp multifocaliteit (mensen die zich op verschillende plaatsen op de wereld thuis voelen).

### Romans
- Ghana Must Go (2013), vertaald in het Nederlands als Ghana ga weg

### Korte verhalen
- Brunhilda in Love (2016)
- Aliens of Extraordinary Ability (2014)
- Driver (2013)